# Xã Boynton, Quận Tazewell, Illinois
Xã Boynton (tiếng Anh: Boynton Township) là một xã thuộc quận Tazewell, tiểu bang Illinois, Hoa Kỳ. Năm 2010, dân số của xã này là 275 người.